# Chiesa di San Giorgio Martire (Castegnero)
La chiesa di San Giorgio Martire è la parrocchiale di Castegnero, in provincia e diocesi di Vicenza; fa parte della vicariato di Noventa Vicentina-Riviera Berica.

## Storia
La parte più antica del complesso è il campanile, eretto nel 1168; la prima citazione di una chiesa tuttavia risale solo al XIII secolo, quando era già sede di una parrocchia.
Nel Quattrocento venne edificata una nuova chiesa, che fu poi ricostruita nel 1730; nel 1803, per volere dell'allora parroco don Francesco Campanaro, questa struttura venne rifatta e rimaneggiata su disegno di Carlo Barrera.
Ai primi del Novecento la cella campanaria venne riedificata su progetto di Virgilio Zen; negli anni novanta, poi, si procedette al completo restauro della chiesa.

## Descrizione

### Esterno
La facciata a capanna della chiesa, che volge a nordest, è tripartita da quattro lesene d'ordine corinzio, poggianti su un basamento e sorreggenti il fregio e il timpano di forma triangolare, sormontato da tre statue, e presenta al centro il portale d'ingresso e ai lati due nicchie ospitanti altrettanti simulacri.
Annesso alla parrocchiale è il campanile a base quadrata, la cui cella presenta una monofora per lato ed è coronata dalla guglia piramidale che s'innesta sul tamburo ottagonale. 

### Interno
L'interno dell'edificio si compone di un'unica navata a pianta rettangolare; qui sono conservate diverse opere di pregio, tra le quali la pala dell'altare maggiore, dipinta da Cristoforo Menarola nel 1729, le due tele raffiguranti rispettivamente l'Annunciazione e l'Incoronazione della Madonna, eseguite forse dal Carpioni, altre sei pale provenienti dall'oratorio del Rosario in Santa Corona e un'epigrafe d'età romana che recita la scritta "FORTUNAI SATRIA Q(uinti) F(ilia) PROCULA V(otum) S(olvit) L(ibens) M(erito)".